# MHL (2021/2022)
Sezon Młodzieżowej Hokejowej Ligi 2021/2022 – trzynasty sezon juniorskich rozgrywek MHL o Puchar Charłamowa.

## Uczestnicy
W porównaniu do poprzedniego sezonu przyjęto dwie drużyny: Łoko-76 z Jarosławia i MHK Mołot Perm (pierwsza z tych ekip w sezonie 2020/2021 jako Łoko-Junior Jarosław zdobyła mistrzostwo NMHL i podlega klubowi Łokomotiwu Jarosław – tak jak grający już w MHL zespół Łoko, natomiast drużyna z Permu już wcześnie uczestniczyła w MHL – w edycji 2012/2013 jako Oktan, a w 2013/2014 jako Mołot). Obie drużyny umieszczono w Konferencji Wschód. Tym samym łącznie do sezonu przystąpiło 34 uczestników (po 17 w obu konferencjach).
| Akademija Michajłowa               | Tuła            | Igor Gawriłow          | CSKA Moskwa                |  |
| Ałmaz Czerepowiec                  | Czerepowiec     | Andriej Szefier        | Siewierstal Czerepowiec    |  |
| Amurskie Tigry Chabarowsk          | Chabarowsk      | Anatolij Stiepanow     | Amur Chabarowsk            |  |
| SMO MHK Atłant Mytiszczi           | Mytiszczi       | Andriej Łuniow         | Spartak Moskwa             |  |
| MHK Dinamo Sankt Petersburg        | Petersburg      | Siergiej Jaroboj       | Dinamo Sankt Petersburg    |  |
| MHK Dinamo Moskwa                  | Moskwa          | Jarosław Luzienkow     | Dinamo Moskwa              |  |
| Kapitan Stupino                    | Stupino         | Dmitrij Kokoriew       | HK Soczi                   |  |
| Krasnaja Armija Moskwa             | Moskwa          | Rinat Chasanow         | CSKA Moskwa                |  |
| Krylja Sowietow Moskwa             | Moskwa          | Aleksandr Stiepanow    |                            |  |
| Łoko Jarosław                      | Jarosław        | Aleksandr Ardaszew     | Łokomotiw Jarosław         |  |
| HK Rīga                            | Ryga            | Raimonds Vilkoits      | Dinamo Ryga                |  |
| Russkie Witiazi Czechow            | Czechow         | Rustiem Kamaletdinow   | Witiaź Podolsk             |  |
| Sachalinskie Akuły Jużnosachalińsk | Jużnosachalińsk | Dmitrij Kramarienko    |                            |  |
| SKA-1946 Sankt Petersburg          | Petersburg      | Ilja Gorbuszyn         | SKA Sankt Petersburg       |  |
| SKA-Wariagi                        | Petersburg      | Jewgienij Pastiernacki | SKA Sankt Petersburg       |  |
| MHK Spartak Moskwa                 | Moskwa          | Aleksandr Filippow     | Spartak Moskwa             |  |
| Tajfun                             | Władywostok     | Wiktor Gordijuk        |                            |  |
| Konferencja Wschód                 |                 |                        |                            |  |
| Awto Jekaterynburg                 | Jekaterynburg   | Władisław Otmachow     | Awtomobilist Jekaterynburg |  |
| Biełyje Miedwiedi Czelabińsk       | Czelabińsk      | Konstantin Panow       | Traktor Czelabińsk         |  |
| Czajka Niżny Nowogród              | Niżny Nowogród  | Nikołaj Wojewodin      | Torpedo Niżny Nowogród     |  |
| Irbis Kazań                        | Kazań           | Artiom Anisimow        | Ak Bars Kazań              |  |
| Kuznieckie Miedwiedi Nowokuźnieck  | Nowokuźnieck    | Jewgienij Korolow      | Mietałłurg Nowokuźnieck    |  |
| Ładja Togliatti                    | Togliatti       | Siergiej Bażuchin      | Łada Togliatti             |  |
| Łoko-76 Jarosław                   | Jarosław        | Konstantin Kasatkin    | Łokomotiw Jarosław         |  |
| Mamonty Jugry Chanty-Mansyjsk      | Chanty-Mansyjsk | Oleg Taubiew           | Jugra Chanty-Mansyjsk      |  |
| MHK Perm                           | Perm            | Aleksandr Agiejew      | Mołot-Prikamje Perm        |  |
| Omskie Jastrieby                   | Omsk            | Witalij Czernoczub     | Awangard Omsk              |  |
| Rieaktor Niżniekamsk               | Niżniekamsk     | Wiaczesław Kasatkin    | Nieftiechimik Niżniekamsk  |  |
| Sarmaty Orenburg                   | Orenburg        | Władimir Gromilin      | HK Orienburżje             |  |
| Sibirskie Snajpiery Nowosybirsk    | Nowosybirsk     | Dmitrij Gogolew        | Sibir Nowosybirsk          |  |
| Sputnik Almietjewsk                | Almietjewsk     | Eduard Dmitrijew       | Nieftianik Almietjewsk     |  |
| Stalnyje Lisy Magnitogorsk         | Magnitogorsk    | Stanisław Szumik       | Mietałłurg Magnitogorsk    |  |
| Tiumienski Legion                  | Tiumeń          | Rustam Kamałow         | Rubin Tiumeń               |  |
| Tołpar Ufa                         | Ufa             | Lew Bierdiczewski      | Saławat Jułajew Ufa        |  |

## Sezon zasadniczy
W sezonie zasadniczym każda drużyna ligi rozegrała 64 meczów. W Konferencji Zachód pierwsze miejsce zajęła Krasnaja Armija Moskwa (105 pkt.), a w Konferencji Wschód triumfowała drużyna Stalnyje Lisy Magnitogorsk (104 pkt.).

## Faza play-off
Do fazy play-off zakwalifikowało się 16 drużyn tj. po 8 drużyn z każdej konferencji. 
W finale SKA-1946 Sankt Petersburg pokonało Krasnaja Armija Moskwa w meczach 4:2.